# Stanislav Kitto
Stanislav Kitto (Narva, 30 novembre 1972) è un ex calciatore estone, di ruolo difensore.